# Valérie Perrin
Valérie Perrin (* 19. Januar 1967 in Remiremont, Frankreich) ist eine französische Romanautorin. Sie ist auch als Standfotografin und Drehbuchautorin tätig.

## Leben
Valérie Perrin wuchs in Gueugnon im Burgund in einer Familie von Profifußballern auf. Da sie die Schule nicht mochte, brach sie das Gymnasium in der elften Klasse ab und zog nach Paris, wo sie sich mit Gelegenheitsjobs über Wasser hielt. Sie gründete eine Familie und ließ sich in Trouville-sur-Mer nieder.
Ihre Begegnung mit Claude Lelouch im Jahr 2006 bestimmte ihre Filmkarriere als Setfotografin und später als Co-Drehbuchautorin bei den letzten Filmen des Regisseurs aber sie ist vor allem für ihre Romane bekannt. Am 17. Juni 2023 heiratete sie Claude Lelouch im Standesamt des 18. Arrondissements von Paris.
Ihr erster Roman, Les Oubliés du dimanche, erschien 2015 und erhielt zahlreiche Preise. Er thematisiert die Verbindung zwischen den Generationen: „Ein schönes Buch über Erinnerung und Weitergabe, getragen von einem sensiblen Schreibstil“, titelt L’Express. Die deutsche Übersetzung erschien 2017 unter dem Titel Die Dame mit dem blauen Koffer.
Ihr zweiter Roman Changer l'eau des fleurs, der 2018 erschien, wurde ebenfalls mit mehreren Preisen ausgezeichnet. Für die Jury des Prix Maison de la Presse ist es „ein sensibler Roman, ein Buch, das mit seinen witzigen und fesselnden Figuren vom Lachen zum Weinen bringt“. In der Zeitung Libération heißt es, dass man sich „von diesem Strudel aus sich kreuzenden Geschichten gefangen nehmen lässt, mit dem Friedhof als Hauptfigur, dessen blühender und zu erblühender Garten Hoffnung bedeutet“.
Der Roman Changer l'eau des fleurs wurde 2021 von Mikaël Chirinian und Caroline Rochefort für das Theater adaptiert.
Als Patin eines Tierheims ließ sie sich von den dort arbeitenden Menschen zu ihrem dritten Roman Trois inspirieren, der im April 2021 erschien.

## Werk

### Romane
- Les Oubliés du dimanche, Albin Michel, 2015 – Le Livre de Poche, 2017, Die Dame mit dem blauen Koffer, 2017
- Changer l'eau des fleurs, Albin Michel, 2018 – Le Livre de poche, 2019
- Trois, Albin Michel, 2021 – Le Livre de poche, 2022

### Novelle
- Appelez-moi Britney in 24 h ensemble, ActuSF, 2019.

### Sonstiges
- Ces amours-là, un film de Claude Lelouch : les secrets du tournage, France-Empire, 2011. Fotobuch und Texte

## Preise
- Les Oubliés du dimanche
  - 2015: Prix intergénération Les lauriers verts[8]
  - 2016: Preis des Festival du premier roman de Chambéry[9]
  - 2016: Grand Prix Lions de littérature[10]
  - 2016: Prix Chronos[11]
  - 2016: Prix intercommunal Lire Elire
  - 2016: Prix Poulet-Malassis[12]
  - 2018: Choix des libraires, Kategorie Literatur[13]
- Changer l'eau des fleurs
  - 2018: Prix Maison de la presse[14]
  - 2019: Prix Jules-Renard (Fiktion)[15]
  - 2019: Prix des lecteurs corréziens[16]
  - 2019: Prix des lecteurs du Livre de poche, Kategorie Literatur[17]
  - 2022: Super Flaiano per la Letteratura (italienischer Preis für Literatur)[18]

## Filmografie
Mit Claude Lelouch
- 2010: Ces amours-là
- 2014: Salaud, on t'aime
- 2015: Un plus une
- 2017: Chacun sa vie
- 2019: Les Plus Belles Années d'une vie